# Нікос Папазоглу
Нікос Папазоглу (грец. Νίκος Παπάζογλου, 20 березня 1948, Салоніки — 17 квітня 2011, Салоніки) — грецький музикант, поет-пісенник та музичний постановник.

## Біографія
Нікос Папазоглу народився 1948 року в Салоніках, в районі Тумба. Вже 1965 року з власними піснями взяв участь у пісенному конкурсі в Салоніках разом із гуртом «Olympians». Наприкінці 1960-х роках він почав грати у місцевих музичних гуртах. 1972 року разом із гуртом Ζηλωτής він переїхав в Аахен, Німеччина, сподіваючись там завоювати прихильність слухачів та здобути міжнародну популярність. Гурт записав кілька пісень в Мілані, однак незабаром повернулася до Греції.
1976 року композитор Діонісіс Саввопулос запросив його до співпраці в «Ахарнянах», циклі пісень та сценічних дій, заснованих на древній комедії Аристофана. Там Нікос Папазоглу познайомився із Нікосом Ксідакісом та Манолісом Расулісом. Із останніми двома 1978 року створив постановку «Εκδίκηση της γυφτιάς» (укр. Помста циган), яка здобула високі оцінки критиків. Пізніше співпрацював із Ксідакісом та Расулісом у «Τα δήθεν» (укр. Передбачуваний).
1984 року сам організував концертний тур для свого гурту «Λοξή φάλαγγα», після якого гурт здобув шалену популярність, в тому числі гурт став популярним у Північній Європі та Америці. Сам Нікос Папазоглу став кумиром сучасного покоління.
Найбільш відомі пісні Нікоса Папазоглу: «Κανείς εδώ δεν τραγουδά», «Αχ Ελλάδα», «Αύγουστος», «Οι μάγκες δεν υπάρχουν πια» і «Υδροχόος», а також багато інших, які стали грецькими та міжнародними хітами. Багато з його пісень записані як ккавер-версії іншими грецькими та іноземними співаками.
До кінця життя Нікос Папазоглу мешкав у Салоніках із дружиною та дітьми. Помер у віці 63 років 17 квітня 2011 року після кількарічної боротьби із раком. Запропоновано назвати на честь Папазоглу вулицю в Салоніках. Також мер міста Янніс Бутаріс запропонував присвоїти його ім'я мистецькому центру «Тумба» або Салонікській консерваторії.

## Дискографія
- Η εκδίκηση της γυφτιάς (1978)
- Τα δήθεν (1979)
- Χαράτσι (1984)
- Μέσω Νεφών (1986)
- Σύνεργα (1990)
- Επιτόπιος ηχογράφησις στο θέατρο του Λυκαβηττού (1991)
- Όταν κινδυνεύεις παίξε την πουρούδα (1995)
- Μά'ισσα Σελήνη (2005)